# Halgerda willeyi
Halgerda willeyi là một loài sên biển mang trần thuộc nhánh Doridacea, và là động vật thân mềm chân bụng không vỏ sống ở biển trong họ Dorididae.

## Miêu tả
Loài này có màu đa dạng, và có thể lớn tới 5 cm.

## Phân bố
Halgerda willeyi có thể tìm thấy khắp hải vực Ấn Độ Dương-Thái Bình Dương, bao gồm Đài Loan, Việt Nam, Myanma, Ai Cập, Indonesia, Malaysia và Úc.

## Hình ảnh

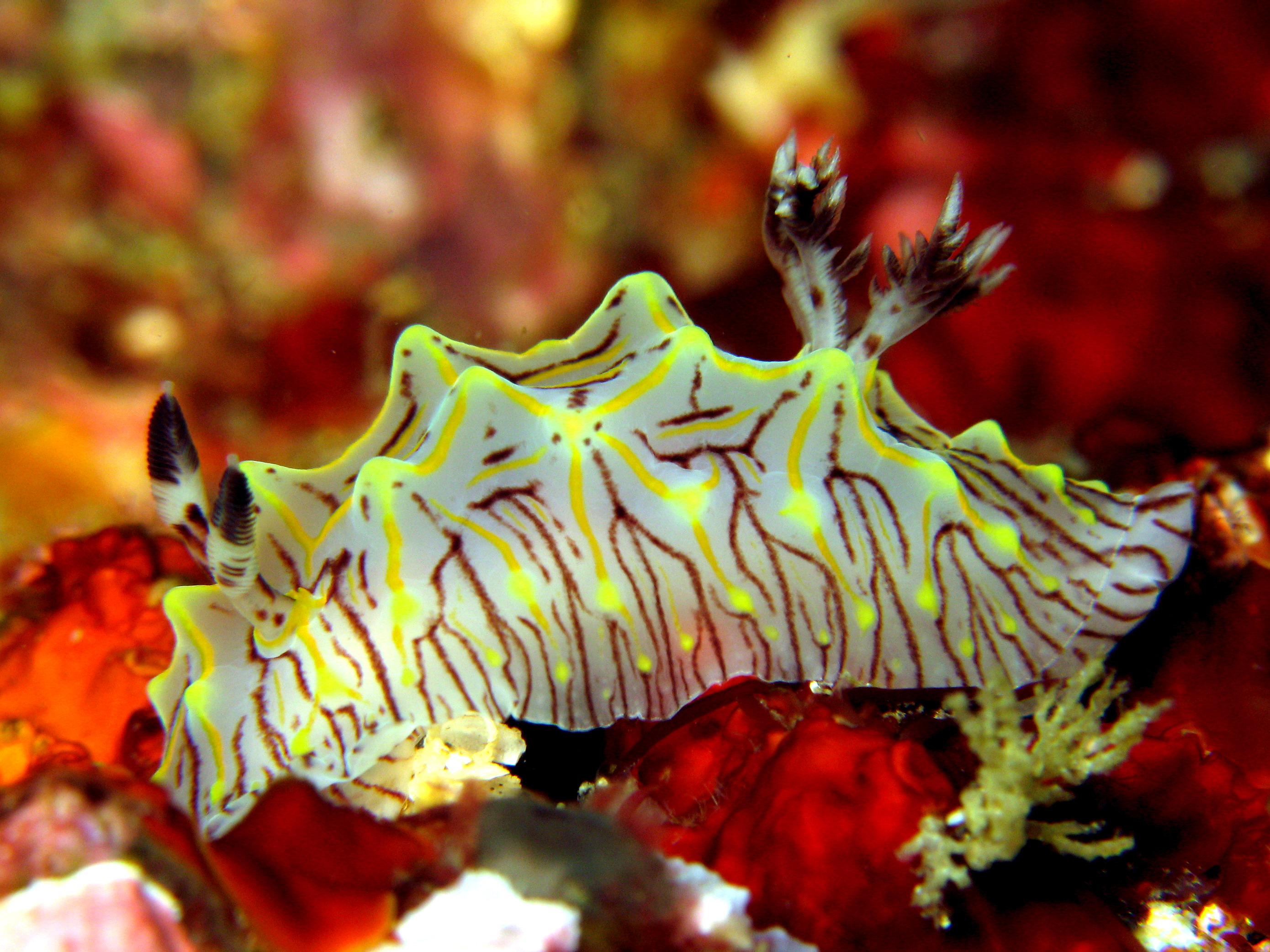
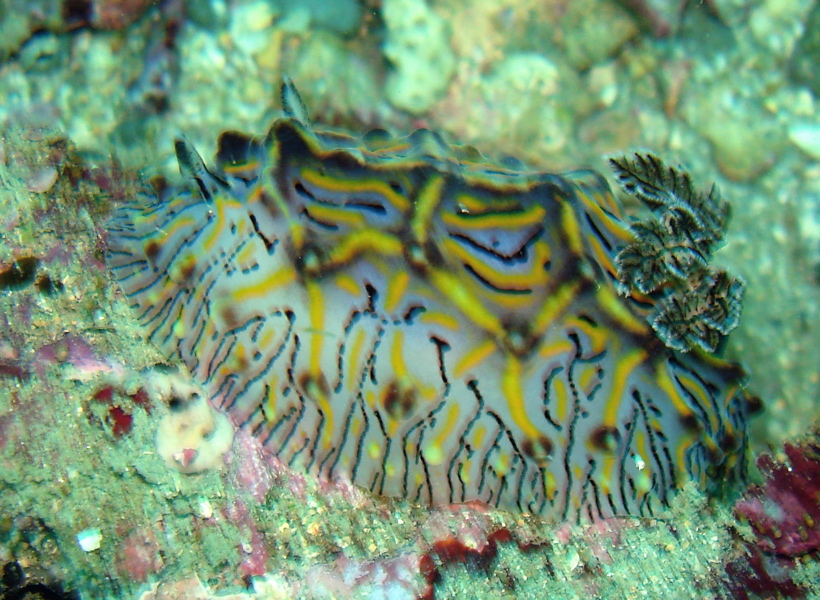
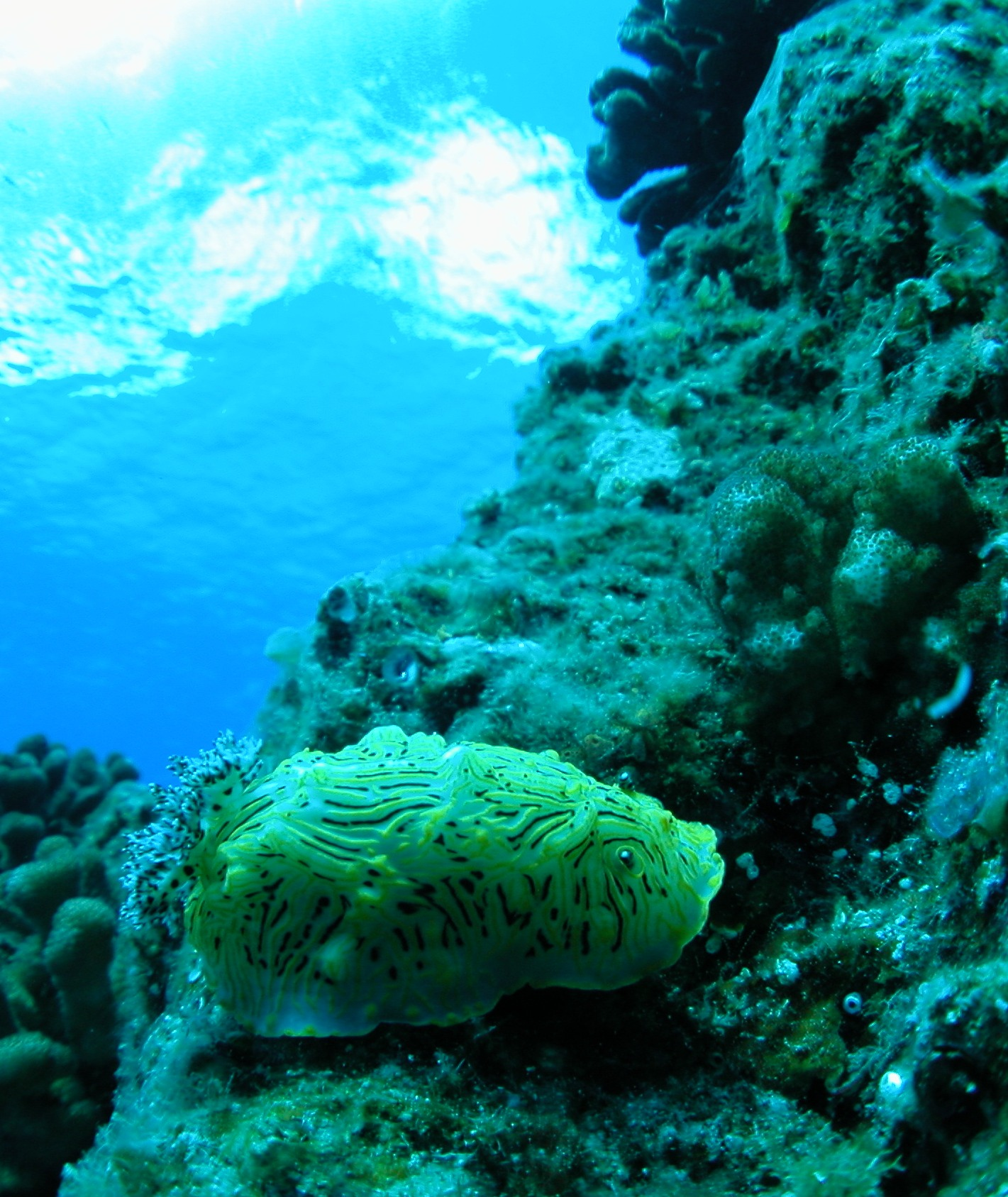